# المپیک زمستانی ۲۰۰۶
بازی‌های المپیک زمستانی ۲۰۰۶ (به انگلیسی: XX Olympic Winter Games) در شهر تورین، ایتالیا برگزار شد. این رقابت‌ها در ۱۰ فوریه ۲۰۰۶ میلادی شروع شد و در ۲۶ فوریه همان سال به پایان رسید.
در این بازی‌ها آلمان با ۱۱ طلا، ۱۲ نقره و ۶ برنز برترین تیم این رقابت‌ها بود. ایالات متحده آمریکا در این بازی‌ها با ۹ طلا، ۹ نقره و ۷ برنز توانست مقام دوم را در این رقابت‌ها به دست بیاورد، همچنین اتریش با ۹ طلا، ۷ نقره و ۷ برنز سوم شد. ایران نیز هیچ مقامی را در این مسابقات به دست نیاورد.

## ورزش‌ها
1. ورزش دوگانه
  -  ورزش دوگانه (۱۰) (جزئیات)
2. بابسلد
  -  بابسلد (۳) (جزئیات)
  -  اسکلتون (۲) (جزئیات)
3. کرلینگ
  -  کرلینگ (۲) (جزئیات)
4. هاکی روی یخ
  -  هاکی روی یخ (۲) (جزئیات)
5. لژسواری
  -  لژسواری (۳) (جزئیات)
6. اسکیت
  -  اسکیت نمایشی (۴) (جزئیات)
  -  اسکیت سرعت مسیر کوتاه (۸) (جزئیات)
  -  اسکیت سرعت (۱۲) (جزئیات)
7. اسکی
  -  اسکی آلپاین (۱۰) (جزئیات)
  -  اسکی صحرانوردی (۱۲) (جزئیات)
  -  اسکی نمایشی (۴) (جزئیات)
  -  نوردیک ترکیبی (۳) (جزئیات)
  -  اسکی پرش (۳) (جزئیات)
  -  اسنوبردسواری (۶) (جزئیات)

## کشورهای شرکت‌کننده
- آلبانی (۱)
- الجزایر (۲)
- آندورا (۳)
- آرژانتین (۹)
- ارمنستان (۵)
- استرالیا (۴۰)
- اتریش (۷۳)
- جمهوری آذربایجان (۲)
- بلاروس (۲۸)
- بلژیک (۴)
- برمودا (۱)
- بوسنی و هرزگوین (۶)
- برزیل (۹)
- بلغارستان (۲۱)
- کانادا (۱۹۱)
- شیلی (۹)
- چین (۷۳)
- کاستاریکا (۱)
- کرواسی (۲۳)
- قبرس (۱)
- جمهوری چک (۸۳)
- دانمارک (۴)
- استونی (۲۶)
- اتیوپی (۱)
- فنلاند (۹۰)
- فرانسه (۸۲)
- گرجستان (۳)
- آلمان (۱۵۵)
- بریتانیای کبیر (۳۹)
- یونان (۵)
- هنگ کنگ (۱)
- مجارستان (۱۹)
- ایسلند (۵)
- هند (۴)
- ایران (۲)
- ایرلند (۴)
- اسرائیل (۵)
- ایتالیا (۱۷۹) (میزبان)
- ژاپن (۱۱۰)
- قزاقستان (۵۵)
- کنیا (۱)
- کره شمالی (۶)
- کره جنوبی (۴۰)
- قرقیزستان (۱)
- لتونی (۵۷)
- لبنان (۳)
- لیختن‌اشتاین (۵)
- لیتوانی (۷)
- لوکزامبورگ (۱)
- مقدونیه (۳)
- ماداگاسکار (۱)
- مولداوی (۶)
- موناکو (۴)
- مغولستان (۲)
- نپال (۱)
- هلند (۳۳)
- نیوزیلند (۱۵)
- نروژ (۶۷)
- لهستان (۴۵)
- پرتغال (۱)
- رومانی (۲۵)
- روسیه (۱۷۴)
- سان مارینو (۱)
- سنگال (۱)
- صربستان و مونته‌نگرو (۶)
- اسلواکی (۵۸)
- اسلوونی (۳۶)
- آفریقای جنوبی (۳)
- اسپانیا (۱۶)
- سوئد (۱۰۶)
- سوئیس (۱۲۵)
- چین تایپه (۱)
- تاجیکستان (۱)
- تایلند (۱)
- ترکیه (۶)
- اوکراین (۵۲)
- ایالات متحده آمریکا (۲۰۴)
- ازبکستان (۴)
- ونزوئلا (۱)
- جزایر ویرجین (۱)

## جدول مدال‌ها

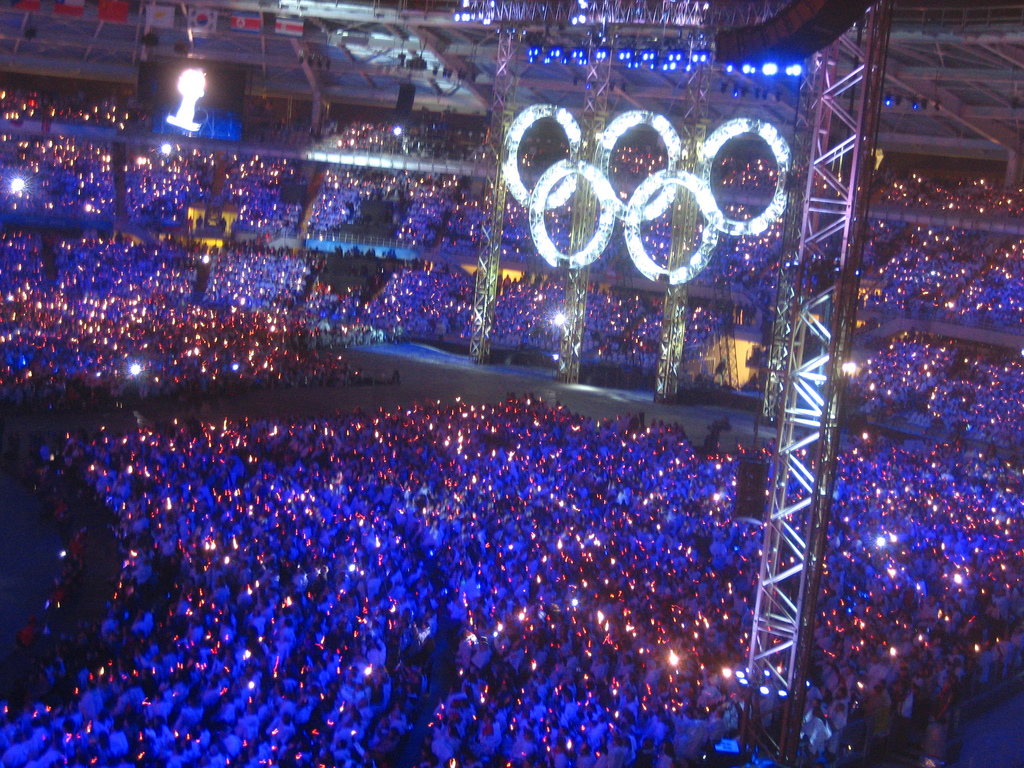
یکی از ورزشگاه‌های المپیک زمستانی ۲۰۰۶

*   کشور میزبان (ایتالیا)
| رتبه            | کشور                | طلا | نقره | برنز | مجموع |
| --------------- | ------------------- | --- | ---- | ---- | ----- |
| ۱               | آلمان               | ۱۱  | ۱۲   | ۶    | ۲۹    |
| ۲               | ایالات متحده آمریکا | ۹   | ۹    | ۷    | ۲۵    |
| ۳               | اتریش               | ۹   | ۷    | ۷    | ۲۳    |
| ۴               | روسیه               | ۸   | ۶    | ۸    | ۲۲    |
| ۵               | کانادا              | ۷   | ۱۰   | ۷    | ۲۴    |
| ۶               | سوئد                | ۷   | ۲    | ۵    | ۱۴    |
| ۷               | کره جنوبی           | ۶   | ۳    | ۲    | ۱۱    |
| ۸               | سوئیس               | ۵   | ۴    | ۵    | ۱۴    |
| ۹               | ایتالیا*            | ۵   | ۰    | ۶    | ۱۱    |
| ۱۰              | فرانسه              | ۳   | ۲    | ۴    | ۹     |
| ۱۰              | هلند                | ۳   | ۲    | ۴    | ۹     |
| ۱۲              | استونی              | ۳   | ۰    | ۰    | ۳     |
| ۱۳              | نروژ                | ۲   | ۸    | ۹    | ۱۹    |
| ۱۴              | چین                 | ۲   | ۴    | ۵    | ۱۱    |
| ۱۵              | جمهوری چک           | ۱   | ۲    | ۱    | ۴     |
| ۱۶              | کرواسی              | ۱   | ۲    | ۰    | ۳     |
| ۱۷              | استرالیا            | ۱   | ۰    | ۱    | ۲     |
| ۱۸              | ژاپن                | ۱   | ۰    | ۰    | ۱     |
| ۱۹              | فنلاند              | ۰   | ۶    | ۳    | ۹     |
| ۲۰              | لهستان              | ۰   | ۱    | ۱    | ۲     |
| ۲۱              | اسلواکی             | ۰   | ۱    | ۰    | ۱     |
| ۲۱              | بریتانیای کبیر      | ۰   | ۱    | ۰    | ۱     |
| ۲۱              | بلاروس              | ۰   | ۱    | ۰    | ۱     |
| ۲۱              | بلغارستان           | ۰   | ۱    | ۰    | ۱     |
| ۲۵              | اوکراین             | ۰   | ۰    | ۲    | ۲     |
| ۲۶              | لتونی               | ۰   | ۰    | ۱    | ۱     |
| مجموع (۲۶ کشور) | مجموع (۲۶ کشور)     | ۸۴  | ۸۴   | ۸۴   | ۲۵۲   |